# دوغان أيكوك
دوغان أيكوك (بالإنجليزية: Dugan Aycock)‏ هو لاعب غولف أمريكي، ولد في 8 أبريل 1908، وتوفي في 23 مارس 2001.